# Trebgast
Trebgast é um município da Alemanha, no distrito de Kulmbach, na região administrativa da Alta Francónia, estado de Baviera. É sede do Verwaltungsgemeinschaft do Trebgast.

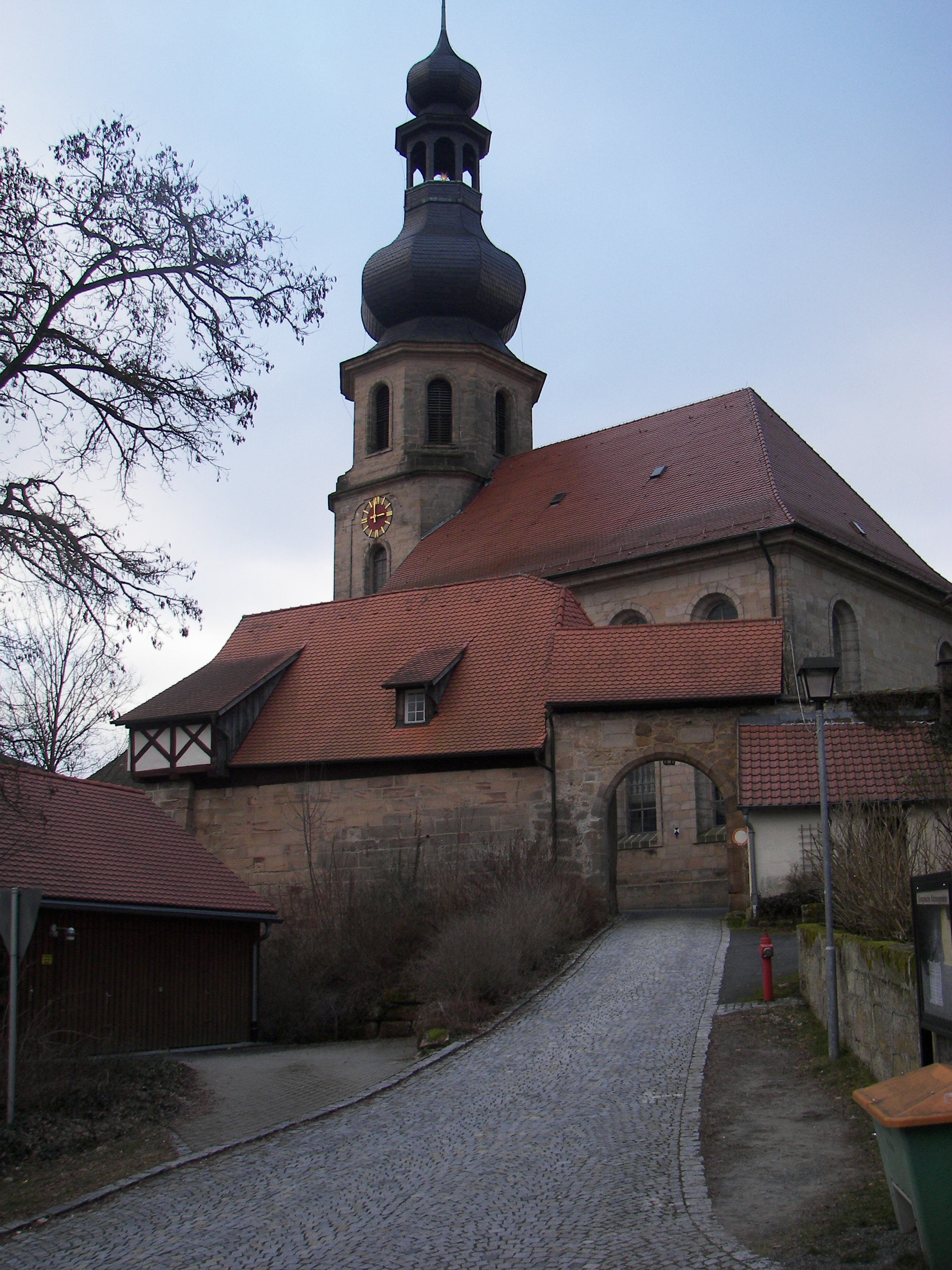
St. Johannes, Church of Trebgast

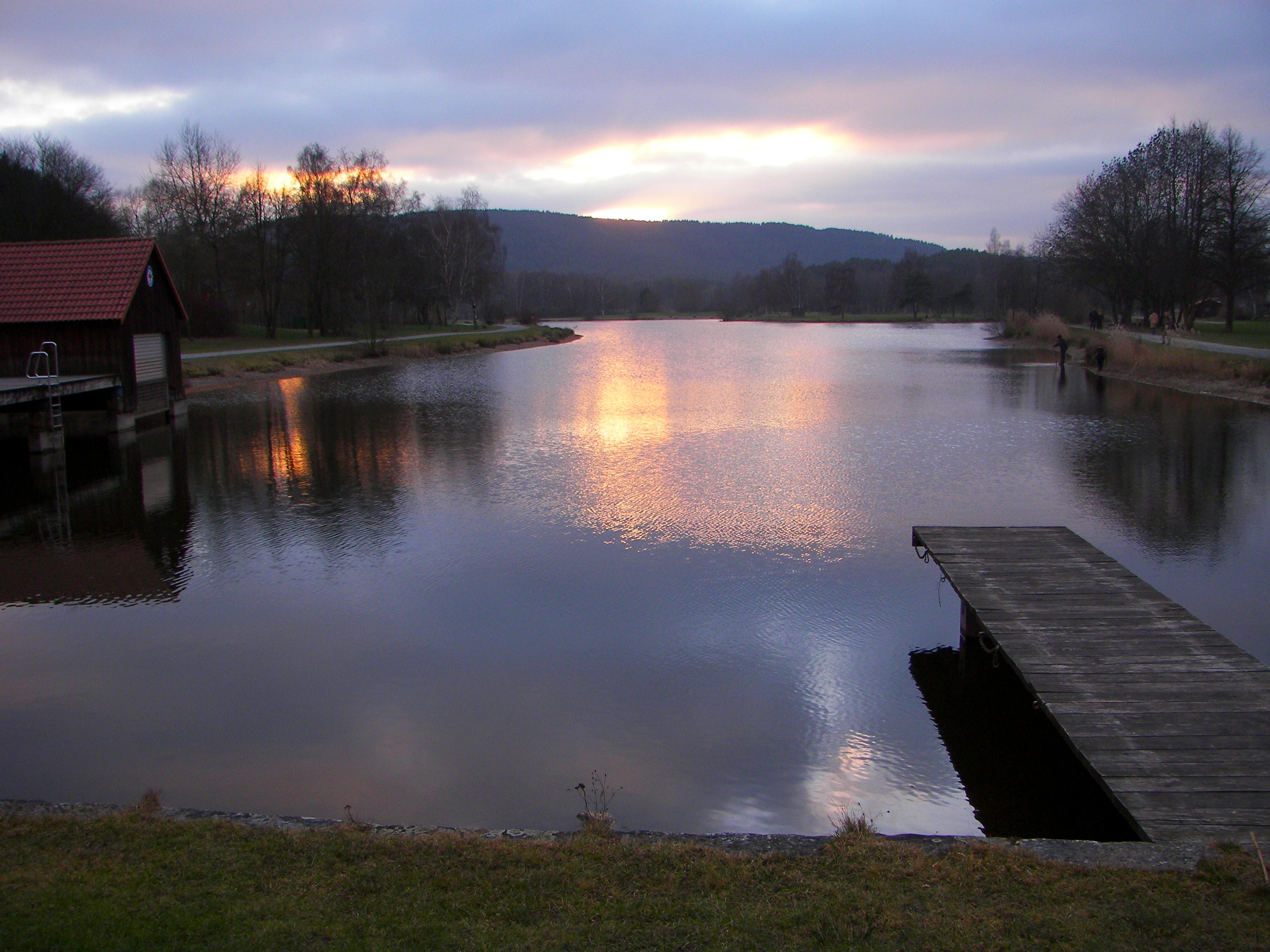
Swimming pond of Trebgast in winter